# Pingstkyrkan Europaporten
Europaporten är en kyrkobyggnad i Malmö. Den tillhör Malmö Pingstförsamling, en av pingströrelsens större församlingar med drygt 1 300 medlemmar (2015). Församlingen bildades 1990 genom sammanslagning av Elimförsamlingen och Filadelfiaförsamlingen. 
Lokalerna invigdes 1964 för Malmömässan, men övertogs 1994 av Malmö Pingstförsamling sedan mässan flyttat sin verksamhet till den då nedlagda Saab-fabriken i Malmö.